# West Liberty (Kentucky)
West Liberty è un comune degli Stati Uniti d'America, situato nello Stato del Kentucky, nella contea di Morgan, della quale è il capoluogo.